# Literatura en estonio

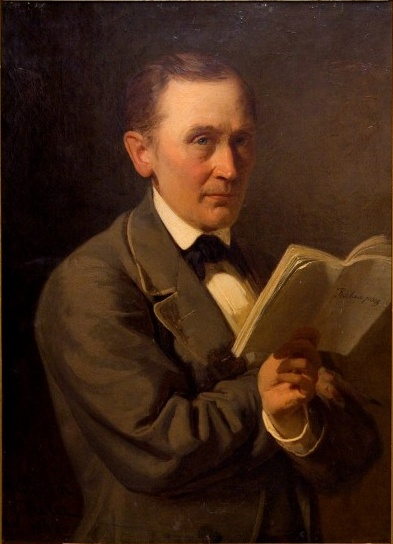
Friedrich Reinhold Kreutzwald, creador de la epoeya nacional Kalevipoeg.

La literatura en estonio (en estonio: eesti kirjandus) es aquella literatura escrita en lengua estonia, lengua de aproximadamente 1 millón de hablantes, hablada mayoritariamente en Estonia.
Tras las Cruzadas Bálticas, entre el siglo XIII y 1918, la dominación de Estonia recayó sucesivamente en Alemania, Suecia y Rusia. Durante esta época se produjeron pocas obras literarias, que eran en su mayoría de carácter religioso. Los escritos en estonio sólo comenzaron a tener importancia a partir del siglo XIX, durante la llamada «Ilustración estófila» (1750-1840), y han mantenido su actividad hasta el siglo XXI.

## Literatura oral y folclore
En oposición a lo reciente de la literatura escrita, la literatura oral, el folclore estonio, cuentan sobre el periodo independiente anterior a las Cruzadas Bálticas. Los primeros fragmentos de poesía popular estonia son del siglo XIII y se encuentran en la Crónica de Enrique de Livonia.
A finales del siglo XVIII, Herder publicó algunos ejemplos de canciones folclóricas estonias en su antología Volkslieder (1807). Pero fue Jakob Hurt (1839–1907) el primero que comenzó a recoger de forma sistemática el folclore estonio en la segunda mitad del siglo XIX.
A un nivel profesional, las canciones tradicionales estonias han llegado a un nuevo renacimiento durante el último cuarto del siglo XX, principalmente gracias al trabajo del compositor Veljo Tormis.
La poesía popular estonia estaba caracterizada por una forma lírica métrica basada en la cantidad silábica. Aparte de algunas excepciones, este tipo arcaico de poesía no ha sido empleado posteriormente. Excepciones importantes son la epopeya nacional, el Kalevipoeg (Hijo de Kalev), escrito por Friedrich Reinhold Kreutzwald (1803-1882); la balada Lapse sünd (Nacimiento de un niño) de Gustav Suits; el poema Toomas ja Mai (Toomas y Mai) de Villem Grünthal-Ridala (1885-1942) y tres poemas de August Annist (1899-1972).

## Orígenes
Durante esta época se produjeron pocas obras literarias en estonio, siendo los textos escritos más antiguos del siglo XIII: el Originates Livoniae contiene algunos nombres de lugares, palabras y fragmentos de frases en estonio; el Liber Census Daniae (1241) contiene nombres de lugares y personas. Los ejemplos más tempranos de textos completos son los llamados Kullamaa, rezos que datan de 1524 y 1528. El primer libro en estonio, un catecismo, lo compuso Johannes Kievel en 1517.
La extensión del protestantismo espoleó el desarrollo de la literatura en estonio. En 1524 se compuso el Wanradtkoell Catechism, impreso en Wittemberg en 1535 y traducido por Simon Wanradt y Johannes Koell, mientras que Joachim Rossihnius tradujo el Evangelio y las Epístolas al dialecto de Tartu, así como 39 sermones del pastor Georg Müller (1575-1608). La Biblia entera en estonio fue publicada por Anton Thor Helle (1683-1748), pastor de Kadrina, en 1739.
Durante la ocupación sueca (1582-1710) destacaron las obras de los jesuitas Abrosius Weltherus (1591) y Guilielmus Buccius (1622), así como las gramáticas más antiguas en lengua estonia, la Auführung zu der Esthnischen sprache (1637) de Heinrich Stahl, basada en el dialecto de Tallin y sobre la que posteriormente se basará la abecedario de Bengt Gottfried Forselius (1660-1688) y la Grammatica estonica (1693) de Johann Hornung, basada en los dialectos meridionales. Por otro lado, en 1686 se publicó en Tartu / Dorpat la primera versión de la Biblia en estonio por J. Fischer, intendente general de Livonia, lo que facilitará la conversión general de los estonios al luteranismo. El poema más antiguo en estonio lo fue en verso alejandrino y fue compuesto por Reiner Brocmann (1609-1647); otro autor de poesía religiosa de la época fue Johann Boecler.

## ElsigloXIX
Pero el verdadero nacimiento de la literatura estonia se produjo en el siglo XIX. 

### Kristjan Jaak Peterson
Las líneas siguientes se han interpretado como una afirmación del derecho al nacimiento de la lengua estonia.

¿No puede la lengua de esta tierra

En el fuego del sortilegio

Elevándose a los cielos

Buscar la eternidad?

Kristjan Jaak Peterson

El primer autor del siglo XIX, Kristjan Jaak Peterson (1801-1822), fue estudiante de la universidad de Tartu/Dorpat. A pesar de ser considerado el padre de la poesía moderna estonia, nunca vio impresos sus poemas en vida, aunque tres poemas suyos se imprimieron en alemán en 1823. Los poemas fueron editados póstumos, 100 años después de su muerte.
Uno de los proyectos que Peterson acabó en vida fue la traducción al alemán del Mythologia Fennica (Mitología de Finlandia) de Kristfrid Ganander, un diccionario de mitología, cuyo original en sueco había sido editado en 1789. La traducción del diccionario de Ganander tuvo muchos lectores en Estonia y en el extranjero, convirtiéndose en una fuente importante de inspiración e ideología nacional de la literatura temprana estonia. Su influencia se exendió incluso hasta principios del siglo XX.

### Kalevipoeg
Pero con la creación por Friedrich Robert Faehlmann de la Õpetatud Eesti Selts (Gelehrte Estnische Gesellschaft, Sociedad Erudita Estonia), se formó la primera generación de intelectuales y escritores en estonio. La ideología romántica imperante en la época dio impulso para crear una epopeya nacional estonia. Faehlmann comenzó la obra fundándose en un informe presentado a la Sociedad en 1839 sobre un héroe mítico llamado Kalewipoeg (Hijo de Kalew). Tras el fallecimiento de Faehlmann en 1850, la Sociedad entregó el manuscrito a Vidri Roin Ristmets, nombre estonio de Friedrich Reinhold Kreutzwald (1803-1882), filólogo. La primera edición del Kalevipoeg, eesti rahva ennemuistsed jutud (Kalevipoeg, antiguos cantos del pueblo estonio, 1857-1961), fue bilingüe en estonio y alemán. Le siguió una segunda edición muy popular, exclusivamente en estonio, en 1862. La epopeya, de 20 cantos y 19.000 versos, es considerada la obra maestra de la literatura estonia. Kreutzwald también escribió el poema histórico y filosófico Lembit. 
Suve Jaan (Juhann Sommer, 1777-1851) escribió la primera novela en estonio, Luige laus (1843).

### Finales delsigloXIX
Posteriormente, destacaron algunos autores como Jacob Hurt (1839-1906) con Beitrage zur kenntnis estnischer sagmund ueberlieferungen (1863), los Eesti rahvalaulud (Cantos populares estonios, publicados en 1926-1932) y Pildid Isamaa sündinud asjust (1879); Lydia Koidula (1843-1886), esposa de Kreutzwald e hija de J.W. Jannsenn, traductora y autora de dos colecciones de cantos en 1865-1866, así como de Oja mölder ja tema minia (El hijo de Oja y su novia, 1863); Jakob Parn (1843-1916), autor de la novela Oma tuba, oma luba (Casa propia, amo propio); Eduard Bornhöhe (1862-1923), con la novela Tasuja (El vengador, 1880) sobre la revuelta del año 1346. Lydia Koidula (1843–1886) inició el cultivo de la poesía de tema patriótico y femenino.

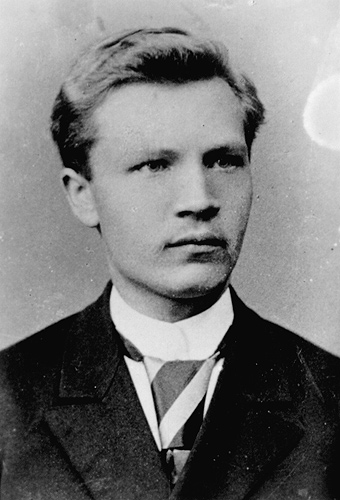
Juhan Liiv de joven.

Otros autores fueron Anna Haava (1864-1957), autora de versos patrióticos y elegíacos; los poetas Ado Reinvald (1847-1894) y Karl Eduard Sööt (1862-?); el cura Aadu Grenzstein (1849-1916); los religiosos Peter Jakobson (1854-1899) y Martin Lipp (1854-1923); Juhan Kunder (Johann Kuhlbars, 1852-1888) y el filólogo Mihkel Veske (1843-1890), así como Jaan Bergmann (1856-1916) traductor de la Odisea al estonio y el lírico Andrés Saal.
El final del siglo XIX y el principio del XX supondrán la consagración definitiva del estonio como lengua literaria. Contribuirá el prestigio de tres grandes autores: Juhan Liiv (1864-1913), narrador realista, con Kümme lugu (Diez historias, 1893), Nõia tütar (La hija del mago, 1895) y Luuletused (Cantos, 1909); como poeta, su influjo se hizo sentir en autores posteriores; Eduard Vilde (1865-1933) escribió novelas históricas y naturalistas llenas de ideas socialistas, como Mahtra sõda (La guerra de Mahtra, 1902), Kui Anija mehed Tallinnas käisid (Cuando los hombres de Anijas marcharon hacia Tallin, 1903), Raudsed käed (Maneras de hacer, 1898) donde critica la servidumbre baltoalemana, y Prohvet Maltsvet (El profeta Maltsvet, 1906); y el dramaturgo August Kitzberg (1855-1927), con los dramas Tuulte pöörises (En el huracán, 1906) sobre los hechos de 1905, y Libahunt (El ogro, 1912) sobre los prejuicios raciales.
Los últimos autores del siglo fueron Johannes Madarik-Lauristin, encarcelado durante 14 años y autor de la novela Vabariik (República), Aleksander Tassa y J. Mändmets (1871-?).

## ElsigloXX
El primer grupo literario en lengua estonia del siglo XX fue Noor Eesti (Joven Estonia), de 1905 a 1915, dirigido por el poeta Gustav Suits (1883–1956), el lingüista Villem Ridala y el reformador de la lengua estonia Johannes Aavik (1880–1973), con el que la literatura estonia ganó nuevo impulso intelectual. El grupo destacó por su reforma lingüística, la sofisticación estilística y la perfección formal. Los principales autores fueron el gran narrador Anton Tammsaare (1878-1940) autor de realismo psicológico en Kõrboja peremees (Campesinos de Kõrboja, 1922) y Tõde ja õigus (Verdad y justicia, 1926-1933), una novela épica en 5 volúmenes, considerada una de las grandes obras de la literatura estonia; Gustav Suits (1883-1956), profesor de estonio y literatura en la Universidad de Tartu; Friedebert Tuglas (Friedebert Mihkelson, 1886-1971), especialista en narraciones cortas e introductor del ensayo y el aforismo en estonio, autor de Hunt (Lobo, 1901), Felix Ormusson (1915) y Raskuse vaim (El espíritu de la pesadez, 1920); Johannes Aavik (1880-1973), renovador de la lengua, influido por el finlandés, con Keeleuuenduse äärmised võimalused (1920); Villem Ridala (Villem Grünthal, 1885-1942), bardo elegíaco de las islas estonias, con la modernista Kauged rannad (Márgenes lejanos); el poeta místico Ernst Enno (1875-1934), el primero que usó el verso libre, conValge öö (Noche blanca, 1920); y Jaan Oks (1884-1918), influido por el expresionismo. Otros autores menores fueron Ernst Peterson-Särgava (1868-1958) y Oskar Luts (1887-1953) con Kevade (Primavera, 1912), versión estonia del clásico Huckleberry Finn.
La racionalidad de los Noor-Eesti tuvo su contrapunto en el grupo de autores del movimiento Siuru (nombre del pájaro mágico de Kalevipoeg), establecido en 1917 alrededor de la revista del mismo nombre dirigida por Artur Adson (1889-1977) y Johannes Semper. De tipo neoromántico, vanguardista y antiformalista, y opuesto al Noor-Eesti, el movimiento se desarrolló en todos los géneros a excepción del teatro. La revista fue clausurada en 1919. Los autores más destacados del movimiento fueron los poetas Marie Under (1883-1980), quien huyó a Suecia de la invasión soviética en 1944, autora de los poemas Hääl varjust (Voces de la sombra, 1927) y Rõõm ühest ilusast päevast (Gozo en un bello día, 1928); Henrik Visnapuu (1890-1951); el poeta y crítico Johannes Semper (1892-1970); y el novelista August Gailit (1891-1960), autor de Toomas Nipernaadi (1928). Todos ellos fueron influidos tanto por el expresionismo cómo por el futurismo. Otros autores fueron August Mälk (1900-1987), exiliado en Suecia desde 1944, que describió la vida de los habitantes de las islas en Surnud majad (La casa muerta, 1934) y Läänemere isandad (El patrón del Bàltic, 1936); Peet Vallak (Peet Pedajas, 1893-1959) influido por Antón Chéjov; Hugo Raudsepp (1883-1952), autor de comedias; August Alle (1890-1952) y Hendrik Adamson (1891-1946).
En 1906 se crea la revista literaria Eesti Kirjandus (Literatura estonia) y en 1907 se crea la Eesti Kirjanduse Selts (Sociedad Literaria Estonia).

### Estonia independiente 1918-1940
Tras la independencia de Estonia, surgieron las instituciones literarias y, como consecuencia, una profesionalización y diversificación de la literatura. En 1922 surge la Unión de Escritores Estonios. El Fondo de Dotación Cultural comenzó a funcionar en 1925 y es el mayor proveedor de becas para impulsar las artes en la Estonia moderna. Además de la literatura, también se desarrollaron las demás artes en estonio. Así en 1928 Evald Aav compuso la primera ópera estonia, Virkelased (Los víkingos), y Eduard Tubin el primer ballet, Kratt (1943).
En 1922 apareció la revista Tarapita (Al ataque, grito de guerra estonio), de carácter literario, antiburgesa radical, impulsó los temas sociales. Colaboraron Juhan Sütiste (1899-1945), Johannes Barbarus (1890-1946), Oskar Luts, Rudolf Sirge (1904-1970), con Maa ja rahvas (Tierra y pueblo, 1956), y Johannes Semper. El vanguardismo tuvo su representación a partir de 1923 con la revista Looming (Creatividad), dirigida por Mait Metsarnuk (Edvard Hubel, 1879-1957), autor de las novelas Jäljetu haud (Tumbas sin improntas, 1926) y Punane tuul (Viento rojo, 1929), y más tarde Eesti keel (Lengua estonia, 1922), de carácter filológico, Uus Eesti (Nueva Estonia, 1935-1940), de información general, y Vaba Maa (Tierra Libre, 1918-1938) más nacionalista. Todavía es la principal revista literaria de Estonia.
Otro grupo importante de poetas fueron los autores de la compilación Arbujad (Magos de la palabra, 1938), con un estilo poético neoclásico, más sobrio y concentrado, publicado por el crítico y traductor Ants Oras (1900), dónde destacarían la neosimbolista Betti Alver (Elisabet Lepik, 1906-1989), con Tolm ja tuli (Polvo y fuego, 1936) y Tähetund (La hora de las estrellas, 1966), y su marido Heiti Talvik (1904-1947), autor de Kohtupäev (Día del juicio final, 1937), así como el teórico lingüista Uku Masing (1909), inspirado en el surrealismo; Mihkel Jürna (1899-1972), el poeta Karl August Hindrey (1875-1949) con los poemas Välkvalgus (El resplandor de la luz, 1932) y August Jakobson (1904-1963) con Vaeste patuste alev (La ciudad de los pobres pecadores, 1927).

### Literatura soviética
Tras la Segunda Guerra Mundial, la literatura estonia se dividió en dos durante casi medio siglo. Una serie de escritores importantes pasaron los años de la Guerra en Estonia y huyeron en 1944 a Alemania (Visnapuu) o Suecia, tanto directamente como a través de Finlandia (Suits, Under, Gailit, Kangro, Mälk, Ristikivi). Muchos de los que se quedaron atrás y no se doblegaron a la ideología soviética bien murieron en Siberia (Talvik y Hugo Raudsepp), bien sufrieron una combinación de represión, prohibición de publicar y exilio interior (Tuglas, Alver, Masing).
Las restricciones que pesaban sobre la creación literaria en estonio en la Unión Soviética, no desaparecieron hasta la muerte de Stalin en 1956. Destacaron las revistas Rahva Hääl (La voz del pueblo) y Sirp ja Vasar (La hoz y el martillo), así como los poetas procedentes de Arbujad, August Sang (1914-1969) con Võileib suudlusega (Pan con mantequilla y beso, 1965), y Jaan Kross (1920-2007), el primero que rompió con el realismo socialista y experimentar en Söerikastaja (Carbonero, 1958). 
Otros autores siguieron su camino, tal como Artur Alliksaar (1923-1966), surrealista y con piezas de teatro del absurdo, como el drama poético Nimetu saar (1966) y Paul-Eerik Rummo (1942), traductor de Dylan Thomas y autor de los poemas Tule ikka mu rõõmude juurde (Ven siempre con mis amigos, 1964) y la pieza de teatro absurdo Tuhkatriinumäng (El juego del aventador, 1969). También mencionar al irónico poeta Jüri Udi (Juhan Viiding, 1948-1995).
La influencia de Franz Kafka en la literatura estonia se hizo sentir en las obras de Arvo Valton (1935), con la novela Rataste vahel (En rodaje, 1966); de Enn Vetema (1936) y de Mati Unt (1943), autor de Võlg (La culpa, 1964), publicada en Canadá en 1966, Hüvasti, kollane kass (Adiós, gato amarillo, 1963) y el drama Phaeton, päikese poeg (Faetón, hijo del sol, 1968). Menos importantes fueron Uno Laht (1924-2008) y Ellen Niit (1928).
En ese ambiente aparece la nueva «Generación Casete» entre 1962 y 1967, llamada así porque los pequeños libros de poesía aparecieron inicialmente reunidos en una pequeña caja de cartón llamada kassett en estonio. De entre ellos, destacar a Jaan Kaplinski (1941), el místico profeta de la ecología, muy inspirado por las religiones orientales, con Tolmust ja värvidest (De polvo y colores, 1967). Otros fueron Hando Runnel (1938), Viivi Luik (1946), Mats Traat (1936), Andres Ehin (1940) e Ilmar Laaban (1921-2000). 
Desde finales de la década de 1960, debido al estancamiento político que siguió al aplastamiento de la Primavera de Praga en 1968, el estancamiento literario se reflejó en la colección prohibida minimalista de Rumo. La colección no se editó en su totalidad hasta 1989. La llamada «literatura alternativa» se repartía en forma manuscrita, siendo los autores más importantes los disidentes Johnny B. Isotamm (1939), poeta, y Toomas Vint (1944), prosista. El poeta más importante de las décadas de 1960 y 1970 fue Juhan Viiding (seudónimo Jüri Üdi, 1948-1995), cuya primera colección de poemas, Impreso Nervio, apareció en 1971. A pesar de todos los intentos de prohibirla, la naturaleza popular y casi de canción de los versos patrióticos de Hando Runnel le aseguraron una gran circulación. Su colección de poemas El púrpura de las tardes rojas (1982) pudo ser editada, pero se prohibió la aparición de cualquier crítica en los periódicos.

### El exilio
Por otro lado, estaba la literatura del exilio, apoyada por los 70.000 emigrados a Estocolmo, Nueva York y Toronto. Sin duda, esta literatura tenía mejor calidad merced a la maestría del gran número de autores exiliados (Under, Adson, Aavik, Suits, Visnapuu, Gailit, Mälk) y con revistas como Looming, que continuó publicándose en Suecia. Ya en 1945 se fundó en Estocolmo la Unión de Escritores Estonios en el exilio. En 1950 Bernard Kangro comenzó a publicar la revista cultural Tulimuld en Lund (se publicó hasta 1993). En 1958 se comenzó a publicar la revista Mana. También se creó en Lund la Eesti Kirjanike Kooperatiiv, la mayor editora en lengua estonia en el exilio, para asegurar la continuidad de la vida literaria a un nivel institucional y a una escala global, exceptuando naturalmente la Unión Soviética. El exilio estonio también hizo lo posible por popularizar la literatura estonia en el mundo: en los EE. UU., Ivar Ivask (1927-1992) editaba World Literature Today, en el que se publicaron numerosos artículos y críticas sobre literatura estonia.
De entre los jóvenes autores que también marcharon, hay que mencionar al prosista Juhann Smuul (1922-1971), autor de Kirjad sõgedate külast (Carta desde la ciudad de los locos, 1956); Albert Kivikas (1898-1978), Karl Ristikivi (1912-1977), con la novela Hingede öö (La noche de todas las almas, 1953), donde explora los problemas psíquicos de los refugiados en clave kafkiana, la trilogía de Tallin Tuli ja raud (Fuego y hierro, 1938), Õige mehe koda (La casa del hombre justo, 1940) y Rohtaed (El orto, 1942); y a Bernard Kangro (1910-1994), el único poeta Arbujad que pudo escapar a Europa, autor de Varjumaa (Tierra de sombras, 1962), Must raamat (Libro negro, 1965) e Igatsetud maa (La tierra rampante, 1949). Valev Uibopuu (1913-1997), establecido en Suecia, también hizo novelas de gran intensidad psicológica como Igavene küla (La villa eterna ,1954). 
Otros fueron los poetas Ilmar Laaban (1921-2000) con el surrealista Ankruketi lõpp on laulu algus (El final de la cadena es el comienzo de la canción, 1946); Aleksis Rannit (1914-1985) con el poema Kuiv hiilgus (Brillantez seca, 1963); Aadu Hint (1910-1989) con la novela Tuuline rand (Playa ventosa, 1951-1956); Raimond Kolk (1924-1992) con los poemas Müüdud sormus (El anillo vendido, 1959) y la novela Et mitte kunagi võita (Por no vencer nunca, 1969); Ain Kaalep (1926) con el drama Iidamast ja Aadamast (De Eva y Adam, 1967).
Los temas tratados por la literatura se enriquecieron enormemente con las descripciones de los países en los que se encontraban los autores, como Karl Rumor (Karl Ast, 1886-1971) en Brasil o Gert Helbemäe (1913-1974) en Inglaterra. Karl Ristikivi, esencialmente un autor conservador, publicó en 1953 su novela surrealista La noche de las almas. Arved Viirlaid (1922) se desvió al modernismo en Seitse kohtupäeva (Siete días de prueba, 1957).
Entre los jóvenes valores del exilio estuvieron Ilmar Jaks (1923), que cultivó de forma consistente la técnica de la novela moderna, Arno Vihalemm (1911-1990), Debora Vaarandi (1916-2007), Ivar Grünthal (1924-1996), Helga Nõu (1934), Pedro Krusten (1897-1987), Juhan Jaik (1899-1948), Evald Mänd (Ain Kalmus, 1906-2001), Ilmar Sikemäe, Gert Halbermae (1913-1974), Arvo Mägi (1913-2004), Ilmar Talve (1919-2007), Elin Toona (1937), Asta Willmann (1916-1984), Paul Viiding, Osvald Müür, A. Beekman, V. Beekman y H. Leberecht. 
En la segunda mitad de la década de 1950, Kalju Lepik (1920-1999), poeta en el exilio, llegó a tener alguna fama. La primera visita de Lepik a su patria en 1990 y la publicación de su última colección de poemas allí simboliza el fin de la separación.

### Literatura posterior a 1991
El colapso de la Unión Soviética llevó a la restauración de la República de Estonia. Las dos Uniones de Escritores Estonios fueron refundidas en 2000.
La poesía intertextual de Jaan Undusk (1958), Mati Unt y Viivi Luik y Hasso Krull (1964) prepararon el terreno para una nueva literatura estonia. Los escritores de prosa más conocidos de las generaciones más jóvenes de los años recientes son Andrus Kivirähk (1970), Karl-Martin Sinijärv (1971), Mehis Heinsaar (1973), Jüri Ehlvest (1967-2006) y Peeter Sauter (1962).
Jaan Kross y Jaan Kaplinski siguen siendo los autores más conocidos y más traducidos de Estonia. Jann Kross ha sido propuesto para el Premio Nobel de Literatura en varias ocasiones. A su vuelta de los campos de trabajo y del exilio interior en Rusia entre 1946 y 1954 como prisionero político, Kross renovó la poesía estonia. Kross comenzó a escribir prosa a mediados de la década de 1960. Kaplinski se ha convertido en el autor más central y más productivo modernista de la poesía estonia. Ha escrito ensayo, teatro y ha traducido. Ha enseñado en Vancouver, Calgary, Liubliana, Trieste, Taipéi, Estocolmo, Bolonia, Colonia, Londres y Edinburgo. Ha sido escritor residente en la Universidad de Aberystwyth, en Gales.

## SigloXXI
El siglo XXI ha sido fructífero para la  literatura estonia. Una nueva generación de poetas apareció. Elo Viiding (1974), Jürgen Rooste (1979), Ivar Sild (1977), Wimberg (apodo de Jaak Urmet, 1979) y Kristiina Ehin (1977) se constituyen en voces distintivas que combinan un profundo conocimiento de la literatura estonia y universal.